# جيمي فوكس
إريك مارلون بيشوب (بالإنجليزية: Eric Marlon Bishop)‏ من مواليد (13 ديسمبر 1967)، المعروف مهنيًا باسم جيمي فوكس(Jamie Foxx)، هو ممثل ومغنٍ وكوميدي ومقدم ومنتج أمريكي. أصبح فوكس معروفًا على نطاق واسع بتمثيله دور ري تشارلز في فيلم السيرة الذاتية راي لعام 2004، والذي تُوج على دوره فيه بجائزتي الأوسكار والبافتا وجائزة نقابة ممثلي الشاشة، وجائزة اختيار النقاد للأفلام لأفضل ممثل، وجائزة جولدن جلوب لأفضل ممثل. في نفس العام، رُشح لجائزة الأوسكار لأفضل ممثل مساعد عن دوره في فيلم جانبية. منذ ربيع عام 2017، عمل فوكس كمضيف ومنتج تنفيذي لبرنامج المسابقات بيت شازام لشبكة فوكس التلفزيونية.
من بين الأدوار الأخرى التي قام بها الرقيب الأول سايكس في فيلم جارهيد (2005)، والمدير التنفيذي الموسيقي كورتيس تايلور جونيور في فتيات الحلم(2006)، والمحقق ريكاردو تابس في الفيلم السينمائي لعام 2006 المقتبس عن المسلسل التلفزيوني ميامي فايس، دور البطولة في فيلم جانغو الحر(2012)، ودور الشرير الخارق إلكترو (الرجل العنكبوت المذهل 2) (2014)، وويل ستاكس في آني (2014)، وغانغستر باتس/ ليون جيفرسون الثالث في بيبي درايفر (2017). لعب فوكس أيضًا دور البطولة في عرض كوميدي بمشهد قصير إن ليفينغ كولرز وفي السيت كوم التليفزيوني الخاص به ذا جيمي فوكس شو (1996-2001)، الذي لعب فيه دور جيمي كينغ جونيور.
فوكس أيضًا موسيقي حائز على جائزة غرامي، إذ أنتج أربع ألبومات، والتي وصلت إلى المراتب العشرة الأولى في قائمة بيلبورد 200 الأمريكية: أنبريديكتيبل (2005)، الذي تصدر القائمة، إنتويشن (2008)، بيست نايت أوف ماي لايف (2010)، وهوليوود: أستوري أوف دوزن روزيس (2015).

## نشأته
ولد إريك مارلون بيشوب في تيريل، تكساس، في 13 ديسمبر 1967. هو ابن داريل بيشوب (أعيد تسميته شهيد عبد الله بعد اعتناقه الإسلام)، الذي كان يعمل في بعض الأحيان سمسارًا للأوراق المالية، ولويز أنيت تالي ديكسون. بعد وقت قصير من ولادته، جرى تبني فوكس ورُبي من قبل والدي أمه بالتبني، إستير ماري (نيلسون)، وهي عاملة منزلية وعاملة مشتل، ومارك تالي، وهو عامل فناء. كان اتصاله قليل مع والديه، الذين لم يكونوا جزءًا من نشأته. نشأ فوكس في الربع الأسود من تيريل، والذي كان في ذلك الوقت مجتمعًا مفصولًا عرقيًا. لقد اعترف غالبًا بتأثير جدته في حياته كأحد أعظم أسباب نجاحه.
بدأ فوكس العزف على البيانو عندما كان عمره خمس سنوات. تربى تربية معمدانية صارمة، وكان في سن المراهقة عازف بيانو بدوام جزئي وقائد الجوقة في كنيسة تيريل المعمدانية الأمل الجديد. ظهرت موهبته الطبيعية في إخبار النكات بوضوح في الصف الثالث، عندما كان مدرسه يستخدمه كمكافأة: إذا تصرف الفصل بصورة جيدة، فإن فوكس سيخبرهم بالنكات. ارتاد فوكس مدرسة تيريل الثانوية، حيث حصل على أعلى الدرجات ولعب كرة السلة وكرة القدم الأمريكية (كظهير ربعي). كان طموحه هو اللعب لصالح فريق دالاس كاوبويز، وكان أول لاعب في تاريخ المدرسة يمرر الكرة لأكثر من 1000 ياردة. غنى أيضًا في فرقة تسمى ليزر أند ليس. بعد انهائه الدراسة الثانوية، تلقى فوكس منحة دراسية إلى جامعة الولايات المتحدة الدولية، حيث درس تأليف الموسيقي والفنون التعبيرية.

## مساره المهني

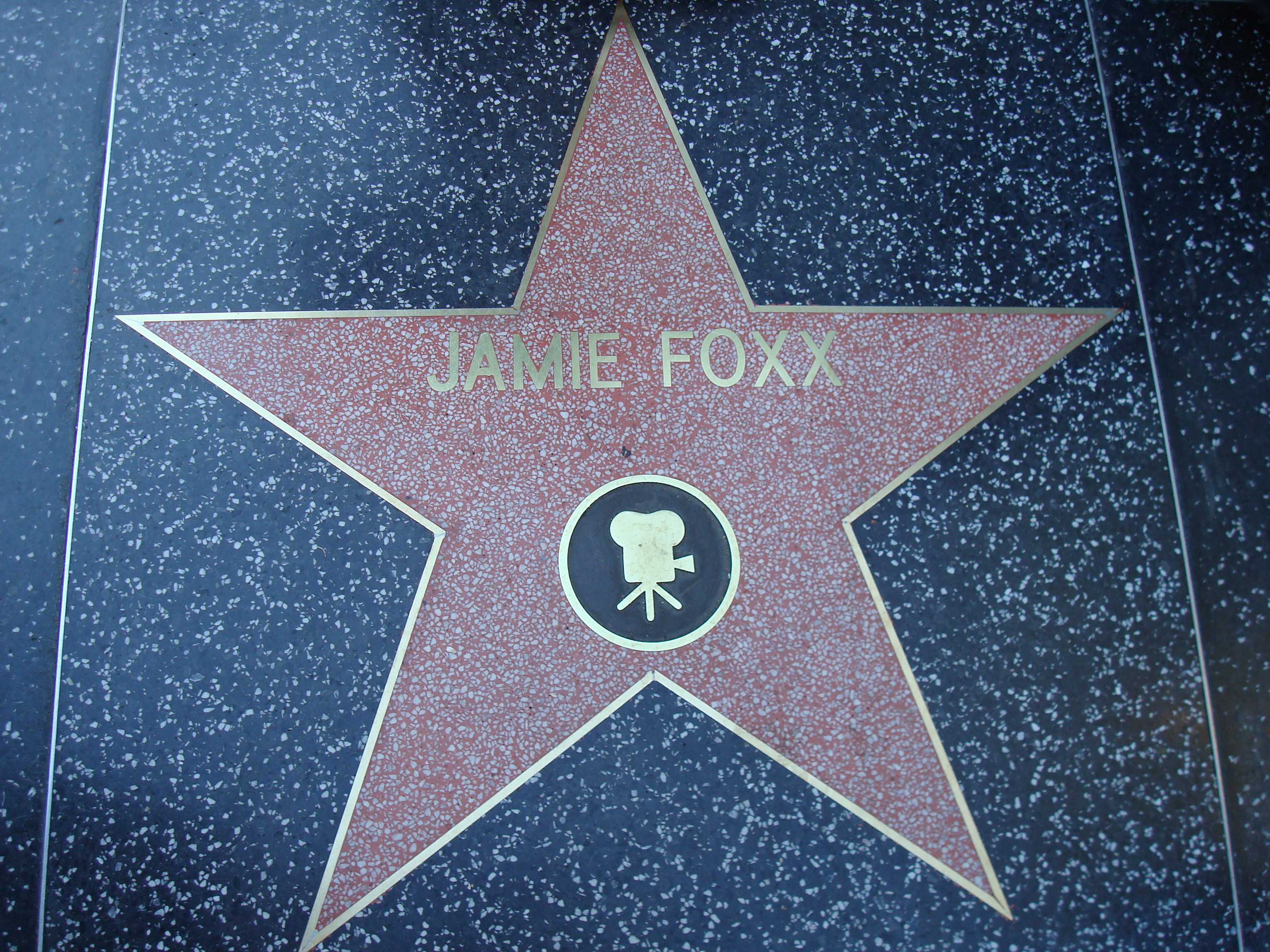
نجمة في ممشى المشاهير في هوليوود تحمل اسم الممثل جيمي فوكس

### 1989-2003: البدايات والتمثيل لأول مرة
ألقى فوكس النكات بدايةً في ليلة ميكرفون مفتوح للجميع في ناد للكوميديا في عام 1989، بعد تحدي حبيبته له. عندما وجد أن مُؤدي الكوميديا من النساء كانوا غالبًا يؤدون عرضهم قبل الرجال، قام بتغيير اسمه إلى جيمي فوكس، واعتبر أنه كان اسمًا غامضًا بدرجة كافية لمنع أي تحيزات. اختار كنيته كتقدير للكوميدي الأسود ريد فوكس. انضم فوكس إلى فريق إن ليفينغ كولرز عام 1991، الذي فيه تتشارك شخصيته متكررة الظهور في البرنامج واندا أيضًا بالاسم مع صديقة ريد وزميلته في العمل لاواندا بيج. بعد أدائه لدور متكرر في المسلسل السيت كوم الكوميدي والدرامي روك، لعب فوكس دور البطولة في السيت كوم الخاص به ذا جيمي فوكس شو، من 1996 إلى 2001.
ظهر فوكس في أول فيلم له في الفيلم الكوميدي تويز في عام 1992. كان دوره الدرامي الأول في فيلم أني غيفينغ ساندي للمخرج أوليفر ستون في عام 1999، واختير فوكس ليلعب دور ظهير ربعي محب للاحتفال بشدة، وذلك جزئيًا بسبب امتلاكه لخلفية في كرة القدم. في عام 2001، لعب فوكس دور البطولة أمام ويل سميث في فيلم السيرة الذاتية الدرامي ألي (علي) للمخرج مايكل مان. بعد ثلاث سنوات، لعب فوكس دور سائق سيارة الأجرة ماكس ديروشير في فيلم كولاتيرال إلى جانب توم كروز للمخرج مان، والذي حصل على دوره فيه على مراجعات ممتازة وعلى ترشيح لجائزة الأوسكار لأفضل ممثل مساعد.
في عام 1994، أصدر فوكس ألبومًا (من شركة فوكس للإنتاج الموسيقي) بعنوان بيب ذيس، والذي لم يكن ناجحًا تجاريًا. في عام 2003، ظهر فوكس ككاميو في فيديو موسيقي للمغني بيزينو لأغنية «وود يو»، والذي يضم ليزارايا مكوي وماريو وينانس.

### 2003-2006 راي وأنبريديكتيبل ودريمغيرلز
في عام 2003، ظهر فوكس في أغنية «سلو غامز» لمغني الراب تويستا، مع كانييه ويست، التي وصلت إلى المركز الأول على قائمة بيلبورد هوت 100 الأمريكية للأغاني المنفردة والمرتبة الثالثة في تصنيف المملكة المتحدة للأغاني المنفردة. تعاونه الثاني مع كانييه ويست، في أغنية «غولد ديغر»، التي غنى فيها فوكس «أي غوت إيه وومان (أنا لدي امرأة)» المتأثر والمرتبط بـالمغني ري تشارلز، التي أصبحت مباشرة في المركز الأول على قائمة بيلبورد هوت 100، وبقيت هناك لمدة 10 أسابيع. في عام 2005، ظهر فوكس في الأغنية المنفردة «جورجيا» لمغنيي الراب من مدينة أتلانتا لوداكريس وفيلد موب، التي أخذت عينات موسيقية من أغنية ري تشارلز الناجحة «جورجيا في ذهني».
يلعب فوكس أيضًا دور ري تشارلز في فيلم السيرة الذاتية راي (2004)، الذي فاز على دوره فيه بجائزة الأوسكار لأفضل ممثل وجائزة بافتا لأفضل ممثل في دور رئيسي. فوكس هو الرجل الثالث في التاريخ (بعد باري فيتزجيرالد وآل باتشينو) الذي حصل على ترشيحين لجوائز الأوسكار في نفس العام لفيلمين مختلفين، كولاتيرال وراي. في عام 2005، دُعي فوكس للانضمام إلى أكاديمية فنون وعلوم الصور المتحركة.
أصدر فوكس ألبوم الاستوديو الثاني، أنبريديكتيبل، في ديسمبر 2005. حصل الألبوم على المرتبة الثانية في أول إصداره، إذ بيع 598,000 نسخة في الأسبوع الأول، وارتفع إلى المرتبة الأولى في الأسبوع التالي وباع 200,000 نسخة إضافية. حتى الآن، باع الألبوم 1.98 مليون نسخة في الولايات المتحدة، وحاز على أسطوانتين بلاتينيتين من قبل رابطة صناعة التسجيلات الأمريكية. وضع الألبوم أيضًا على اللائحة الأسبوعية للألبومات الأعلى مبيعاً في المملكة المتحدة، إذ وصل للمرتبة التاسعة. أصبح فوكس رابع فنان حصل على جائزة الأوسكار عن دوره التمثيلي ويصل ألبومه للرقم 1 في الولايات المتحدة، إذ انضم إلى فرانك سيناترا وبينغ كروسبي وباربرا سترايساند. الأغنية المنفردة الأولى لـفوكس من الألبوم، كانت بعنوان «أنبريديكتيبل» (التي تضم لوداكريس)، وصلت إلى أفضل عشر أغانٍ منفردة في قائمة بيلبورد هوت 100، ووصلت أيضًا لأفضل 20 أغنية منفردة في المملكة المتحدة، الأغنية أخذت عينات موسيقية من أغنية «ويندفلاور» ل نيو بيرث. كانت الأغنية المنفردة الثانية في الولايات المتحدة من الألبوم «دي جي بلي ألوف سونغ»، التي جمعت فوكس مع تويستا. في المملكة المتحدة، كانت الأغنية المنفردة الثانية هي «إكسترافاغنزا»، التي جمعت فوكس مرة أخرى مع كانييه ويست على الرغم من عدم مشاركة فوكس في الفيديو الموسيقي للأغنية.

## قائمة الأفلام
| Year | Title                           | Role                      | Notes                                     |
| ---- | ------------------------------- | ------------------------- | ----------------------------------------- |
| 1992 | Toys                            | Baker                     |                                           |
| 1996 | The Truth About Cats & Dogs     | Ed                        |                                           |
| 1996 | The Great White Hype            | Hassan El Ruk'n           |                                           |
| 1997 | Booty Call                      | Bunz                      |                                           |
| 1998 | The Players Club                | Blue                      |                                           |
| 1999 | Held Up                         | Michael                   |                                           |
| 1999 | فرص أيام الأحد                  | Willie Beamen             |                                           |
| 2000 | Bait                            | Alvin Sanders             |                                           |
| 2001 | Ali                             | درو بوديني براون          |                                           |
| 2003 | Shade                           | Larry Jennings            |                                           |
| 2004 | Breakin' All the Rules          | Quincy Watson             |                                           |
| 2004 | جانبية                          | Max                       |                                           |
| 2004 | Ray                             | ري تشارلز                 |                                           |
| 2005 | تسلل                            | Lt. Henry Purcell         |                                           |
| 2005 | جارهيد                          | Staff Sgt. Sykes          |                                           |
| 2006 | رذيلة ميامي                     | Ricardo Tubbs             |                                           |
| 2006 | فتيات الحلم                     | Curtis Taylor, Jr.        |                                           |
| 2007 | المملكة                         | Ronald Fleury             |                                           |
| 2007 | Elmo's Christmas Countdown      | Himself                   |                                           |
| 2009 | العازف المنفرد                  | ناثانيل ايرز              |                                           |
| 2009 | مواطن ملتزم بالقانون            | Nick Rice                 |                                           |
| 2010 | عيد الحب                        | Kelvin Moore              |                                           |
| 2010 | تاريخ الاستحقاق                 | Darryl                    |                                           |
| 2010 | I'm Still Here ‏                 | Himself                   |                                           |
| 2011 | Rio                             | Nico                      | Voice role                                |
| 2011 | مدراء فظيعون                    | Dean Jones                |                                           |
| 2012 | جانغو الحر                      | جانغو الحر                |                                           |
| 2013 | البيت الأبيض سقط                | President James Sawyer    |                                           |
| 2014 | ريو 2                           | Nico                      | Voice role                                |
| 2014 | الرجل العنكبوت المذهل 2         | إلكترو                    |                                           |
| 2014 | مليون طريقة للموت في الغرب      | Django Freeman            | Cameo appearance                          |
| 2014 | مدراء فظيعون 2                  | Dean Jones                |                                           |
| 2014 | آني                             | William Stacks            |                                           |
| 2017 | أرق                             | Vincent Downs             |                                           |
| 2017 | بيبي درايفر                     | Leon "Bats" Jefferson III |                                           |
| 2018 | روبن هود                        | ليتل جون                  |                                           |
| 2019 | الرحمة العادلة                  | Walter McMillian          |                                           |
| 2019 | QT8: The First Eight            | Himself                   | Documentary                               |
| 2020 | Soul                            | Joe Gardner               | Voice role; in production                 |
| TBA  | All-Star Weekend ‏               | Malik                     | Also director and writer; post-production |
| TBA  | Untitled Schulman/Joost project |                           | Post-production                           |

|2023
|"لقد استنسخوا تايرون"
|Slick Charles

## مسلسلات
| Year         | Title                                      | Role                  | Notes                                                                  |
| ------------ | ------------------------------------------ | --------------------- | ---------------------------------------------------------------------- |
| 1991–94      | في اللون الحي                              | Various               | Main cast; Seasons 3–5; 95 episodes                                    |
| 1992–93      | Roc                                        | Crazy George          | Seasons 2–3; 7 episodes                                                |
| 1996         | Hangin' with Mr. Cooper                    | Coach Armstrong       | Episode: "Rivals"                                                      |
| 1996         | مويشا                                      | Car Salesman          | Episode: "Driving Miss Moesha"                                         |
| 1996–97      | ثالث كوكب بعد الشمس                        | Damon                 | 2 episodes                                                             |
| 1996–2001    | The Jamie Foxx Show                        | Jamie King            | Main role; 100 episodes; also creator, director and executive producer |
| 2000, 2012   | ساترداي نايت لايف                          | Himself/Host          | Episodes: "Jamie Foxx/بلينك-182" and "Jamie Foxx/ني-يو"                |
| 2001         | 2001 MTV Video Music Awards                | Himself/Host          | Television special                                                     |
| 2004         | Chappelle's Show                           | Black Tony Blair      | Season 2, Episode 13                                                   |
| 2004         | Redemption: The Stan Tookie Williams Story | ستانلي وليامز         | Television film                                                        |
| 2011         | When I Was 17                              | Himself               | Season 3, Episode 50                                                   |
| 2013         | David Blaine: Real or Magic                | Himself               | Television special                                                     |
| 2016         | Jackie Robinson                            | جاكي روبينسون (voice) | كين بيرنز documentary for بي بي إس                                     |
| 2017–present | Beat Shazam                                | Host                  | Also executive producer                                                |
| 2017         | White Famous                               | Himself               | Also executive producer                                                |
| 2019         | Live in Front of a Studio Audience         | جورج جيفرسون          | Episode: “Norman Lear's All in the Family and The Jeffersons“          |

## فيديو غنائي
| Year | Title                      | Artist               | Ref. |
| ---- | -------------------------- | -------------------- | ---- |
| 1996 | "1, 2, 3, 4 (Sumpin' New)" | كوليو                |      |
| 2005 | "Gold Digger ‏"             | كانييه ويست          |      |
| 2010 | "نحن العالم 25 لهايتي"     | نحن العالم 25 لهايتي |      |
| 2017 | "Sorry Not Sorry ‏"         | ديمي لوفاتو          |      |

## الترشيحات والجوائز

### الأوسكار
- جائزة الأوسكار لأفضل ممثل مساعد عام 2005 عن فيلم جانبية (Collateral)
- جائزة الأوسكار لأفضل ممثل عام 2004 عن فيلم Ray وفاز بها.

## روابط خارجية
- جيمي فوكس على موقع IMDb (الإنجليزية)
- جيمي فوكس على موقع الموسوعة البريطانية (الإنجليزية)
- جيمي فوكس على موقع روتن توميتوز (الإنجليزية)
- جيمي فوكس على موقع مونزينجر (الألمانية)
- جيمي فوكس على موقع قاعدة بيانات الأفلام العربية
- جيمي فوكس على موقع ألو سيني (الفرنسية)
- جيمي فوكس على موقع ميوزك برينز (الإنجليزية)
- جيمي فوكس على موقع رولينغ ستون (الإنجليزية)
- جيمي فوكس على موقع تيرنر كلاسيك موفيز (الإنجليزية)
- جيمي فوكس على موقع أول موفي (الإنجليزية)